# Frederick Winslow Taylor
Pour les articles homonymes, voir Winslow et Taylor.
Frederick Winslow Taylor, né le 20 mars 1856 à Germantown (Pennsylvanie) et mort le 21 mars 1915 à Philadelphie, est un ouvrier devenu ingénieur américain, promoteur le plus connu de l'organisation scientifique du travail. Il est aussi l'inventeur de l'acier rapide en 1898,.
Il applique ses méthodes et ses principes à partir de 1890 à la Bethlehem Steel.
Sa brochure  The Principles of Scientific Management parait en 1911, est traduite en français en 1912 et fut une source d'inspiration pour Henri Fayol.

## Biographie
Frederick Winslow Taylor est né en 1856 à Germantown près de Philadelphie, dans une famille bourgeoise d'origine quaker. Son père, Franklin Taylor, juriste de formation à l'Université de Princeton, a fait fortune dans les prêts hypothécaires. Sa mère, Emiliy Annette Taylor, née Winslow, était une ardente abolitionniste avec Lucretia Mott. L'un des ancêtres de son père, Samuel Taylor, s'était installé à Burlington, dans le New-Jersey, en 1677. L'un des ancêtres de sa mère, Edward Winslow, était l'un des quinze « Pilgrim fathers » du Mayflower ayant amené des enfants et des serviteurs à bord du navire. Il fut pendant plusieurs années le Gouverneur de la colonie de Plymouth.
Après de bonnes études secondaires à la Phillips Exeter Academy, son père, un juriste réputé, le pousse à se présenter au concours d'entrée de l'Université Harvard. Mais il doit finalement y renoncer à cause de sa mauvaise vue.
Bon joueur de tennis, il a été champion des États-Unis en double messieurs avec Clarence Clark lors de la première édition des Championnats nationaux en 1881.
Il fait partie des personnalités dont John Dos Passos a écrit une courte biographie, au sein de sa trilogie U.S.A..

### Une expérience acquise sur le terrain
Orienté vers la mécanique, il fait, de 1874 à 1878, un apprentissage d'ouvrier modeleur à Philadelphie. Embauché en 1878 par une aciérie, la Midvale Steel Co., il gravit les échelons : d'abord simple manœuvre, puis chef d'atelier, il devient finalement, en 1884, ingénieur en chef, après avoir obtenu son diplôme en suivant des cours du soir.
Son expérience d'ouvrier lui est particulièrement utile pour comprendre les raisons pour lesquelles la productivité progresse lentement dans les usines. Il dénonce ce qu'il appelle « la flânerie systématique » de l'ouvrier, due selon lui à deux facteurs : la passivité de la direction qui laisse prospérer les mauvaises traditions héritées des métiers et d'autre part la conviction ancrée dans l'esprit de l'ouvrier qu'un effort de travail supplémentaire ne lui apportera rien, cela à cause du système de paiement à la pièce, selon Taylor lui-même.
Ayant lui-même été ouvrier, Taylor est au courant des ententes qui existent entre les ouvriers. En effet, les travailleurs se mettent d'accord sur une production journalière et ne la dépassent pas même s'ils en sont capables. Selon Michel Beaud, c'est là une des formes de résistance mise en œuvre par les ouvriers à l'oppression et à l'exploitation des capitalistes. Il s'agit donc de se fixer un objectif de revenu satisfaisant sans s'épuiser au travail pour gagner un peu plus (sans certitudes). Si les ouvriers produisent plus de pièces, le prix payé par le patron par pièce diminue avec la loi de l'offre et de la demande : les ouvriers avaient soit le choix d'être en concurrence ou de former une entente pour contrôler la quantité (et ainsi contrôler le prix) comme peuvent le faire des firmes en oligopole (voir Cartel (économie)).
L'objectif de Taylor sera donc de mettre en place une autre organisation des tâches et un autre système de paiement pour produire davantage avec le moins de main d'œuvre possible.

### Vers l'organisation scientifique du travail
Malgré le boom industriel des années 1880, et le fait que de plus en plus d'ingénieurs s'intéressent à l'organisation de la production, les progrès restent modestes. Taylor cherche à sortir de cette situation inconfortable en proposant une analyse qu'il souhaite la plus incontestable possible et à laquelle il entend donner un statut « scientifique ». Taylor s'engage donc dans des expériences d'organisation du travail entièrement nouvelles. Il s'inspire du système de classification inventé par Melvil Dewey en 1872 (classification décimale de Dewey) qu'il avait découvert à la Phillips Exeter Academy.
Il entreprend une analyse du déroulement des tâches sur la base de la Time and motion study créée par Frank B. et Lillian M. Gilbreth.
Son idée est de déterminer par des études la meilleure façon de faire un travail en décomposant les phases successives de ce travail, en cherchant les gestes les plus efficaces, en adaptant les outils. Ces conceptions fondent l'organisation scientifique du travail (OST).
De telles études demandent beaucoup de temps et de travail : Il faut observer les ouvriers, décomposer leurs gestes, les chronométrer, afin de trouver comment réduire leurs mouvements au minimum. Mais les résultats sont spectaculaires. Par exemple, les manutentionnaires des gueuses de fontes vont manipuler sans effort supplémentaire 48 tonnes par jour contre 12,7 tonnes auparavant.
Les gains de productivité sont importants : les salaires sont augmentés de 60 % (pour une hausse du travail accomplie de 369 %) et l'effectif employé passe de 140 à 600 ouvriers.
En 1883, toujours en suivant des cours du soir, Taylor obtient un diplôme du Stevens Institute of Technology, situé à Hoboken, dans le New Jersey.

### L’invention du «taylorisme»
Constatant que la vision traditionnelle et artisanale du « métier » ne peut que favoriser les comportements individualistes et ruiner l'efficacité collective, Taylor en vient à la conclusion qu'il faut revoir complètement la philosophie et les principes concrets de collaboration et d'organisation du travail en atelier. En étudiant les conditions nécessaires pour améliorer la productivité des ouvriers, il aboutit à la conclusion qu'une approche méthodique s'impose : ce qu'il décrit comme étant l'organisation scientifique du travail (en abrégé l'OST).
Le principe fondateur de la démarche réside dans une double division du travail:
- Une division verticale du travail, soit la stricte séparation entre la conception des tâches par les ingénieurs et leur exécution par les ouvriers.

Avant Taylor, les ouvriers conçoivent eux-mêmes leurs méthodes de travail, ce qui se traduit par un climat de « flânerie systématique » et une productivité très médiocre.
Pour Taylor, le rôle de l'encadrement doit consister à indiquer aux employés la meilleure manière de réaliser une tâche, de leur fournir les outils et formations appropriés, et de leur délivrer des objectifs et incitations en vue d'atteindre la performance.
- Une division horizontale du travail, soit une répartition optimale entre postes de travail, de façon à minimiser les doublons et les ambigüités.

Avec l'application du taylorisme survient l'obtention de gains notables de productivité. Les ouvriers voient leur rémunération fortement augmenter, alors que les prix des produits industriels baissent : un plus grand nombre de clients sont en mesure de les acquérir. Cependant, la contrepartie de ces progrès pour les ouvriers consiste en la dépossession de leur expertise, désormais réservée aux ingénieurs.
Selon ses détracteurs, Taylor introduit dans le monde du travail une séparation radicale entre ceux qui conçoivent et ceux qui produisent : l’ouvrier n’est pas là pour penser, mais pour exécuter des gestes savamment calculés pour lui. Il est encouragé à être performant par un système de primes. Tout travail intellectuel doit être éliminé de l’atelier pour être concentré dans les bureaux des méthodes.

#### Le travail à la chaîne: Ford, dix ans plus tard
Contrairement à ce qu'on affirme souvent, Taylor n'a pas théorisé le travail à la chaîne. Il a toujours appliqué ses méthodes dans des ateliers équipés de machines-outils, et non sur des chaînes d'assemblage. Il souhaite seulement que chaque ouvrier soit formé à la meilleure méthode de travail possible, et non qu'il soit réduit à effectuer inlassablement un seul geste sur une chaîne.
Le travail à la chaîne est un concept très ancien. Mais Henry Ford va contribuer à le remettre au goût du jour. Alors qu'il souhaite appliquer le taylorisme dans son usine de Rouge River près de Détroit, il constate que le nombre très élevé de tâches impliquées dans l'assemblage d'une automobile requiert une organisation collective sans faille. L'idée lui vient (à la suite d'une visite des abattoirs de Chicago), d'adjoindre à la division verticale du travail prônée par le taylorisme une division horizontale (ou parcellisation des tâches) : chaque ouvrier ne doit effectuer qu'une seule tâche, préalablement optimisée par le bureau des méthodes, et tous les ouvriers sont répartis le long d'une chaîne mobile sur laquelle se déplacent les automobiles en cours d'assemblage. L'impact sur les salaires et les prix fut là encore considérable, mais les ouvriers ont à nouveau le sentiment de perdre une part de leur compétence...

### Diffusion de ses idées
En 1890, il part travailler trois ans pour la Bethlehem Iron Steel qui deviendra plus tard Bethlehem Steel. Puis, il mène une brillante carrière d'ingénieur-conseil indépendant, écrivant des articles et donnant de nombreuses conférences. En 1893, il publie un mémoire technique sur les courroies, en 1895 un autre mémoire sur le salaire aux pièces (A Piece-Rate System) et en 1903, un autre sous le titre : « La Direction des ateliers ».

#### The Principles of Scientific Management
En dépit d'un échange de courrier soutenu, il ne parvient pas à convaincre ses collègues de l'American Society of Mechanical Engineers (ASME) de publier le nouvel ouvrage qui résume ses thèses : The Principles of Scientific Management. En 1911, Taylor en distribue alors des copies privées à toutes ses relations. L'ouvrage est traduit et publié en français dès 1912 sous le titre La direction des ateliers.
Un de ses ouvriers, Charles Shartle, rapporte dans ses mémoires : « Il me disait souvent, je compte sur vous pour votre force et votre aptitude mécanique, nous avons d'autres hommes payés pour penser; et il me semble qu'il essayait effectivement d'arriver à ça. Mais pour ma part je refusais d'admettre que je n'étais pas autorisé à penser, et il nous arrivait de nous échauffer à ce sujet. »  Une autre version de cette anecdote attribue ces propos plus directement à Taylor : « Tu n'es pas censé réfléchir, il y a déjà des gens payés pour ça ici. » , tout en notant que Taylor avait une propension à la raillerie et que ce propos était peut-être délibérément provocant.
Dès 1907 il s'attire l'hostilité des syndicats américains. L'American Federation of Labour (syndicat ouvrier unifié) l'accuse de vouloir transformer les ouvriers en machines et fait pression sur les milieux politiques pour obtenir l'interdiction de l'usage de ces méthodes dans les établissements industriels dépendant des pouvoirs publics, comme les arsenaux.
En 1912, Taylor doit se défendre devant une commission d'enquête de la Chambre des représentants, alors que 50 000 ouvriers américains de l'industrie travaillent déjà selon des règles établies dans le cadre de l'OST.
De nombreux disciples et auteurs se revendiquent et assurent la promotion du taylorisme (management scientifique) :
- Morris L. Cooke, assistant de Taylor, tente d'appliquer le management scientifique dans le secteur public.
- Carl G. L. Barth, mathématicien et statisticien, assiste Taylor dans ses analyses
- Sanford E. Thompson développe le premier chronomètre décimal
- Henry Laurence Gantt travaille pour Taylor : Il est surtout connu pour sa conception du diagramme de Gantt. Il prône par ailleurs la nécessité d'humaniser les relations hiérarchiques et souligne les effets bénéfiques d'un environnement psychologique positif sur les employés.

### Postérité
Taylor meurt en 1915 d'une pneumonie avant d'avoir vu le triomphe de ses méthodes. L'entrée en guerre en 1917 des États-Unis crée la nécessité de tout faire pour accroître rapidement la production et la productivité de l'industrie américaine alors que des centaines de milliers d'Américains s'embarquent pour aller combattre en Europe. Les syndicats sont alors contraints de cesser leurs attaques.

#### Le travail à la chaîne
Cependant, dès avril 1913, l'industriel Henry Ford s'inspire des travaux de Taylor pour les combiner avec le principe de la chaîne de travail qu'il découvre, lors d'une visite aux abattoirs de Chicago. Ford installe son premier réseau d'assemblage à Détroit : Il fractionne les tâches de montage selon les principes de la nouvelle organisation scientifique du travail, pour les faire réaliser par des travailleurs différents répartis tout au long d'une ligne, le long de laquelle les produits, en cours de montage, progressent régulièrement. Ces nouveaux principes ne seront cependant appliqués à fond qu'après-guerre, dans l'usine de Rouge River, inaugurée en 1929, qui comporte 43 kilomètres de convoyeurs.
Charlie Chaplin, dans son film Les Temps modernes fait une critique humaniste de l'OST. Cette méthode moderne de travail qui laisse peu de place à l'être humain est tournée en dérision. Son héros, au lieu d'être prolongé par la machine, devient lui-même une partie de la machine.
Il fait partie des personnalités dont John Dos Passos a écrit une courte biographie, au sein de sa trilogie U.S.A..